# 肥光中学
肥光中学位于安徽省肥西县，是肥西县教育局直属中学。学校坐落于连接合肥市区和上派镇的G206国道边，佔地面积约4公顷。现有教职工95人，其中高级讲师18人。现已停办。

## 学校历史
1966年，肥西县创办上派中学。1967年迁肥光村，改名为肥光中学。2011年，并入 （页面存档备份，存于）肥西第二中学。

## 办学成果
- 肥光中学无线电测向队多次参加省级和国家级比赛，共获金牌8枚、银牌20枚、铜牌23枚。
- 肥光中学语文教研组主办的校刊《红雨》主要刊登学生的文学作品和教师的教学研究文章，深得师生欢迎。

## 办学荣誉
肥光中学1999年荣获高考县集体三等奖；中考县集体二等奖。2000年荣获高考县集体二等奖；高中毕业会考县集体一等奖。2001年荣获高中教学综合评价市集体三等奖；高中毕业会考评价县集体二等奖；高考评价县集体三等奖。2002年荣获高中毕业会考评价县集体二等奖；高考评价县集体三等奖。

## 著名校友
- 周云：约翰霍普金斯大学医学院教授（1980届）